# بخش ابالک
بخش ابالک (به لاتین: Abalak Department) یک منطقهٔ مسکونی در نیجر است که در ناحیه تاهوآ واقع شده‌است. بخش ابالک ۷۷٬۴۴۵ کیلومتر مربع مساحت و ۱۱۲٬۲۷۳ نفر جمعیت دارد.